# Эванс, Айвор Уильям
Айвор Уильям Эванс (англ. Ivor William Evans; 24 июля 1887 — 1960) — один из авторов государственного флага Австралии.

## Биография
Родился 24 июля 1887 в Карлтоне, Мельбурн в семье владельца холщовой фабрики. В возрасте 13 лет принял участие в конкурсе разработки федерального флага, объявленном премьер-министром Австралии 29 апреля 1901. В конкурсе участвовало 32823 работы. Приём эскизов был прекращён 31 мая 1901. 3 сентября 1901 в 14-30 были объявлены пять победителей — Annie Dorrington, L. J. Hawkins, E. J. Nuttall, William Stevens и Ivor Evans, представивших почти идентичные друг другу эскизы. Все победители получили денежный приз в 200 фунтов стерлингов каждый.
27 января 1917 в Михайловский англиканской церкви, Северного Карлтона, Айвор женился на 21-летней Стелле Коулз Артур.
После окончания гимназии в 1902 году Эванс работал в Коммерческом банке Австралии. 13 января 1913 он начал работать на фирме отца (основана 1877, Evan Evans Pty Ltd). В 1924 году он приобрел землю для строительство нового завода, а в 1938 году открыл магазин оптовой торговли. К 1944 году фирма работала в шести странах.
Во время Второй мировой войны его фирма производила флаги, палатки, корыта, ванны, фартуки, стулья, кровати, спальные мешки, гамаки, брезент для носилок по государственному заказу для военных нужд.
Как руководитель одного из крупнейших австралийских производителей в своем роде, Эванс считает вправе использовать собственный вклад в дизайн государственного флага Австралии как основной и единственный. С 1918 периодически выпускал брошюру «История австралийского флага», во многом благодаря которой, в настоящее время, его считают единственным дизайнером флага Австралии.